# Jean-Paul Bertaud
Pour les articles homonymes, voir Bertaud.
Jean-Paul Bertaud est un historien français, né le 2 août 1935 à Soissons et mort le 21 novembre 2015, à Paris.

## Biographie
Moderniste, il est professeur émérite à l'université Paris 1 Panthéon-Sorbonne, spécialiste de l'histoire militaire de la Révolution française et du Premier Empire.

## Publications
- Bonaparte et le duc d'Enghien. Le duel des deux France, Paris, Robert Laffont, 1972.
- Le Premier Empire, legs de la Révolution, Paris, PUF, 1973.
- L'Armée française, 1789-An VI : étude sociale, Paris, 1978.
- Histoire de la France contemporaine. 1789-1980 (avec Jean Elleinstein), Paris, éditions sociales, 1978.
- La Révolution armée. les soldats-citoyens et la Révolution française, Paris, Robert Laffont, 1979. (ISBN 2221003640)
- La Vie quotidienne en France au temps de la Révolution, Paris, Hachette, 1983.
- Les Amis du roi. Journaux et journalistes royalistes en France de 1789 à 1792, Paris, Perrin, 1984.
- La Vie quotidienne des soldats de la Révolution, Paris, Hachette, 1985.
- Camille et Lucile Desmoulins. Un couple dans la tourmente, Paris, Presses de la Renaissance, 1986.
- La France de Napoléon. 1799-1815, Paris, Messidor, 1987.
- Bonaparte prend le pouvoir : la République meurt-elle assassinée ?, Bruxelles, Éditions Complexe, coll. « La Mémoire des siècles » (no 203), 1987, 216 p. (ISBN 2-87027-203-0)Réédition : 1799, Bonaparte prend le pouvoir : le 18 brumaire an VIII, la République meurt-elle assassinée ?, Bruxelles, Éditions Complexe, coll. « Historiques » (no 119), 2000, 216 p. (ISBN 2-87027-791-1, lire en ligne).
- Un jour, un homme, la Révolution, Paris, Robert Laffon, 1988.
- Initiation à la Révolution française, Paris, Perrin, 1989.
- La vie quotidienne en France au temps de la Révolution. 1789-1795, Paris, Hachette, 1989.
- Le Consulat et l'Empire. 1799-1815, Paris, Armand Colin, 1989.
- Les Causes de la Révolution française, Paris, Armand Colin, 1992.
- L'an I de la République, Paris, Perrin, 1992.
- Mémoires du journaliste Pierre-Jean Miraval, 1787-1830, Paris, Critérion, 1994.
- Guerres et société en France de Louis XIV à Napoléon Ier, Paris, Armand Colin, 1998.
- Mille sept cent quatre-vingt-dix-neuf, Bonaparte prend le pouvoir, Bruxelles/Paris, éditions Complexe, 2000, 216 p. (ISBN 2-87027-791-1, lire en ligne)
- La Presse et le pouvoir de Louis XIII à Napoléon Ier, Paris, Perrin, 2000.
- Histoire du Consulat et de l'Empire. Chronologie commentée, 1799-1815, Paris, Perrin, 2000.
- Le duc d'Enghien, Paris, Fayard, 2001, 466 p. (ISBN 2-213-60987-X, présentation en ligne), [présentation en ligne].
- (Par Jean-Paul Bertaud, Michel Biard, Bernard Gainot) La plume et le sabre : volume d'hommages offerts à Jean-Paul Bertaud, Bruxelles/Paris, Publications de la Sorbonne, 2002, 552 p. (ISBN 2-87027-791-1, lire en ligne)
- Choderlos de Laclos, Paris, Fayard, 2003.
- La Révolution française, Paris, Perrin, 2004.
- Quand les enfants parlaient de gloire. L'armée au cœur de la France de Napoléon, Paris, Aubier, 2006.
- Les Royalistes et Napoléon. 1799-1816, Paris, Flammarion, 2009.
- L'abdication : 21-23 juin 1815, Flammarion, 2010, 359 p. (ISBN 978-2-08-127860-8 et 2-08-127860-X, présentation en ligne)

## Prix
- Prix Premier-Empire 2009.